# Joel King
Joel King (* 30. Oktober 2000 in Shell Cove) ist ein australischer Fußballspieler.

## Karriere

### Klub
Er startete seine Karriere in der Jugend des Sydney FC und wechselte von deren U21 zur Saison 2018/19 in die erste Mannschaft. Für diese kam er am Saisonende dann auch erstmals bei einer 0:2-Niederlage gegen die Newcastle Jets zum Einsatz. Zur nächsten Spielzeit wurde er zum Stammspieler und spielte quasi immer über die vollen 90 Minuten durch. Seit Januar 2022 steht er für den Odense BK in Dänemark unter Vertrag.

### Nationalmannschaft
Er war Teil der australischen Auswahl bei den Olympischen Spielen 2020 und kam dort in jedem der drei Gruppenspiele zum Einsatz. Sein Länderspieldebüt für die A-Nationalmannschaft gab er dann bei einem 4:0-Sieg über Vietnam während der Qualifikation für die Weltmeisterschaft 2022, wo er auch gleich in der Startelf stand.